# Pacholatkoa dichroa
Pacholatkoa dichroa là một loài bọ cánh cứng trong họ Cerambycidae.